# João Carlos de Carli
João Carlos de Petribu de Carli, ou apenas João Carlos de Carli (Rio de Janeiro, 4 de abril de 1936 – local não identificado, 29 de julho de 2022) foi um jornalista, economista e político brasileiro, outrora deputado federal por Pernambuco.

## Dados biográficos
Filho de Gileno de Carli e Teresa de Petribu de Carli. Em 1962 assumiu o cargo de tesoureiro do Instituto do Açúcar e do Álcool e três anos depois formou-se em Jornalismo pela Pontifícia Universidade Católica do Rio de Janeiro. Conselheiro do Instituto do Açúcar e do Álcool entre 1969 e 1976 e chefe de gabinete do presidente do Instituto Nacional de Colonização e Reforma Agrária em 1970, graduou-se em Economia pela Faculdade de Ciências Econômicas de Valença em 1973. Assessor parlamentar de Armando Falcão, ministro da Justiça do Governo Ernesto Geisel, elegeu-se deputado federal pela ARENA em 1978 e após o ingresso no PDS em 1980, foi reeleito em 1982. Como parlamentar, votou contra a Emenda Dante de Oliveira em 1984 e em Paulo Maluf no Colégio Eleitoral em 1985, não disputando outro mandato.
Assessor da presidência da Câmara dos Deputados entre 1987 e 1995, sob o comando de Ulysses Guimarães, Paes de Andrade e Inocêncio Oliveira, exerceu a mesma função no Serviço Brasileiro de Apoio às Micro e Pequenas Empresas (SEBRAE). Em termos familiares, seu pai foi eleito deputado federal por Pernambuco em 1958 e seu primo, Carlos Alberto de Carli, elegeu-se senador pelo Amazonas em 1986.